# Alberto Massimino
Alberto Massimino (Torino, 5 gennaio 1895 – Modena, 27 novembre 1975) è stato un ingegnere italiano attivo nel campo automobilistico.

## Biografia
Dopo essersi laureato in Ingegneria meccanica all'Istituto Tecnico Superiore di Friburgo, venne assunto come progettista alla FIAT, dove fu ben presto nominato capogruppo progettazione del "Reparto Costruzioni Speciali" (il reparto corse della FIAT), occupando il posto lasciato da Vittorio Jano che, nel 1923, era passato all'Alfa Romeo.
Tra le sue principali realizzazioni la Fiat 806, ultima monoposto costruita dalla casa torinese, dotata di motore dodici cilindri a U di 1.500 cm³, portata al successo da Pietro Bordino, nel Gran Premio di Milano, svoltosi sul Circuito di Monza il 4 settembre 1927.
Ebbe anche l'occasione di saltuariamente compiere consulenze esterne, come nel caso di Tazio Nuvolari, dal quale fu incaricato di apportare modifiche al telaio delle sue Bugatti 35C, per migliorare la tenuta di strada.
Dopo l'esperienza a Torino, nel 1937 accettò l'offerta Alfa Romeo di trasferirsi a Milano, ancora una volta in sostituzione di Jano che pochi mesi prima era passato alla Lancia. All'Alfa Corse lavorò a fianco di Gioachino Colombo nella realizzazione dell'"Alfetta" 158. Fu strettissimo collaboratore di Enzo Ferrari, all'epoca direttore dell'Alfa Corse e lo seguì dopo la sua rottura con la casa del Portello alla Auto Avio Costruzioni, dove progettò, con Vittorio Bellentani, il modello "815" .
Al termine del periodo bellico Massimino fu assunto dalla Maserati per progettare la monoposto a telaio tubolare "Tipo 4CLT", al fianco di Ernesto Maserati. Vi rimase fino al 1952, lavorando ai modelli "A6", "A6 GCS" (1946) e "250 F".
Nel 1953 si mise in proprio con uno studio progettuale, effettuando consulenze a varie aziende nel settore dell'automobilismo sportivo come Ferrari, Stanguellini, De Tomaso, Moretti e Scuderia Serenissima.